# 3號國道 (柬埔寨)
3號國道是柬埔寨一條國家級公路，北起首都金邊波成東國際機場以西，沿南部海岸而行，並在韋倫與4號國道對接。全長202公里。